# Annacotty
Annacotty (irisch Áth an Choite, deutsch die Furt des kleinen Bootes) ist ein Dorf mit 3398 Einwohnern (Stand 2022) im irischen County Limerick in der Provinz Munster. Der Vorort gehört seit 2014 zu Limerick City. Bereits vorher ist Annacotty weitgehend mit der Vorstadt Castletroy verschmolzen.

## Lage
Annacotty liegt etwa fünf Kilometer östlich vom Stadtzentrum von Limerick an der M7, die Siedlung im Süden begrenzt. Im Westen liegt Limericks Vorstadt Castletroy, im Norden fließt der Shannon. Im Osten begrenzt der Fluss Mulkear die Siedlung. 

## Geschichte
Etwa sechs Kilometer südöstlich von Annacotty liegt mit der Kirchruine Clonkeen Church ein früherer Klosterbezirk. Am Mulkear befanden sich mehrere Kornmühlen. Bis in die 2000er Jahre wurde hier in einer Molkerei Butter hergestellt.

## Persönlichkeiten
- Hugh Gough, 1. Viscount Gough (1779–1869), Feldmarschall der britischen Armee